# Gaio Asinio Quadrato
Gaio Asinio Quadrato (latino: Asinius Quadratus; fl. 248) è stato uno storico e politico romano.
Figlio di Gaio Giulio Asinio Quadrato fu senatore nel periodo dell'anarchia militare. Le sue opere furono interamente scritte in greco e ne restano pochissimi frammenti.

## Opere
- Chilieteris (Ρωμαικὴ χιλιετηρίς o χιλιαρχία): storia di Roma in quindici libri dalle origini fino ad Alessandro Severo e forse oltre, fino al 248 d.C. quando si celebrò il millennio della città (il titolo infatti significa proprio "Il Millennio")
- Parthika: in nove libri dove forse narrava una campagna militare tra i parti del secolo precedente.
- Germanika: quest'opera gli fu attribuita da alcuni discepoli, ma la reale paternità è molto dubbia.